# Bloody Angels
Pour plus de détails, voir Fiche technique et Distribution.
Bloody Angels (1732 Høtten) est un film norvégien réalisé par Karin Julsrud, sorti en 1998.

## Synopsis
Un détective d'Oslo enquête sur des meurtres attribués par la population locale à des « anges ».

## Fiche technique
- Titre : Bloody Angels
- Titre original : 1732 Høtten
- Réalisation : Karin Julsrud
- Scénario : Finn Gjerdrum et Kjetil Indregard
- Musique : Kjetil Bjerkestrand et Magne Furuholmen
- Photographie : Philip Øgaard
- Montage : Sophie Hesselberg
- Production : Finn Gjerdrum et Tom Remlov
- Société de production : Norsk Film
- Société de distribution : Mondo Films (France)
- Pays :  Norvège
- Genre : Horreur et thriller
- Durée : 100 minutes
- Dates de sortie : 
  -  Norvège : 26 décembre 1998
  -  France : 26 juillet 2000

## Distribution
- Reidar Sørensen : Nicholas Ramm
- Jon Øigarden : Baste Hartmann
- Gaute Boris Skjegstad : Niklas Hartmann
- Trond Høvik : Holger
- Stig Henrik Hoff : Dwayne
- Laila Goody : Victoria
- Simon Norrthon : Cato
- Kjersti Holmen : Andrea Hartmann
- Ingar Helge Gimle : Raymond Hartmann
- Bjørn Floberg : Presten
- Kåre Conradi : Finken Hartmann
- Elisabeth Sand : Tiril Munch
- Trond Brænne : Eskild Munch
- Beate Bruland : Katarina Munch
- Aksel Hennie : Arnt-Olaf
- Trond Fausa : Tommy
- Trond Espen Seim : Gustav
- Annika With : Mme. Kloppen
- Aud Schønemann : Solvår Jung
- Ingunn Beate Øyen : Mlle. Riege
- Cecilie A. Mosli : Marion

## Accueil
Jean-François Rauger pour Le Monde évoque « un film au climat lourd, opaque, qui passe progressivement d'une étrangeté presque burlesque à l'horreur banale ».